# ウィザードリィVI 禁断の魔筆
『ウィザードリィVI 禁断の魔筆』（原題：Wizardry VI: Bane of the Cosmic Forge）は、サーテックが1990年にIBM PCおよびAmiga向けに発売したコンピュータゲームソフトであり、同社によるウィザードリィシリーズのナンバリング第6弾である。
本作は書いたことが現実になるといわれる魔法のペン「コズミックフォージ」を求めて古城を探索する内容である。発売時のタイトルには「6」という番号はついていなかったため、原題を略してBCFと呼ばれることもある。
シナリオ#5までとは、グラフィックやシステムが大幅に変更された。

## システム
プラットフォームをIBM PCに移し、マウス操作を導入、システムが大幅に改訂された。グラフィックはワイヤーフレームの殺風景なものから床、壁、天井まで書き込まれ、モンスターもアニメーションするなど、『ダンジョンマスター』の影響を大幅に受けたものとなり、新しい種族や職業が多数追加された。
魔法体系も全面的に変更され、4系統（魔法使い、僧侶、錬金術、超能力）6領域（地水火風、精神、魔法）に分類され、魔法の威力を調節できるパワーレベルが導入された。呪文の名称も、プレーヤーに馴染み深かった名前が廃止され、英単語の名前になった。近接戦闘においてもスタミナの概念が導入され、麻痺や毒などのステータス異常以外にも、重過ぎる装備や力押しによる自滅を警戒する必要が生じた。また、戦闘や罠・ステータス異常の他、穴や崖などに落ちて死亡するケースも付加された。
新たに「フェアリー」、「リザードマン」、「ドラコン」、「フェルパー」（猫人間）、「ラウルフ」（犬人間）、「ムーク」の6種類の種族が追加された。
職業は「アルケミスト」、「レンジャー」、「モンク」、「バルキリー」、「サイオニック」、「バード」の6種類が追加されている。
細分化されたスキル制度が本格的に導入され、それらの高低が威力や成功率を左右するなど、キャラクターの成長や戦闘のシステムも変更されている。この他、不正コピー防止のため、スタート時にマニュアルに書かれたパスワードを打ち込む必要があり、このシステムは#7にも継承された。迷宮探索ではNPCの存在が殊更に重要となっている。彼等は売買の拠点であり、貴重な情報源であるが、プレイヤーの判断如何によっては殺傷も可能である。
これまでのWIZと違う点として、拠点としての街が存在しないことが挙げられる。これによってパーティーの再編成ができず、一度古城に突入すると、後戻りはできない。その代わりにどの場所にいても最大8時間の休息をとることで順次HP及びMPなどを回復する。ステータス異常も死亡などの特に重篤なもの以外は解消できる。冒険のセーブや再開についてもプレイヤーの意思で任意の地点で実行できる。ただし、休息中に敵襲があった場合、パーティの大半が睡眠中、MPやスタミナの回復は中途半端と、危険な状況に陥る。
本作の戦闘は開始直後から終盤まで厳しい水準が続くという特徴がある。これは、通常の武器攻撃の命中率が、スキルや装備の整う後半から終盤になるまで非常に頼りなく、逆に魔法は序盤から中盤にかけて低レベル・低スキルでも非常に頼りになるが、終盤では敵のレジスト値が上昇し確実性に欠けるためである。レベルが上がればある程度余裕は出てくるが、それでも呪文の暴発やスタミナの枯渇によるパーティ瓦解の危険性は避け切れず、常にある程度の緊張感を持ってプレイする姿勢を求められる。

## あらすじ
あるところに、災いの王と呼ばれる国王がいた。彼は自分たちと同じくらい邪悪な魔法使・ゾーフィタスと組んで、ほかの邪悪なものを排除するための戦いを展開する。とある魔神を倒した彼らは書いた言葉が現実のものとなる魔法のペン「コズミック・フォージ」の存在を知る。2人はそのペンを盗むが、やがてそれをめぐる争いを繰り広げた。また、そのペンには書いた内容を曲解する性質があり、更なる叡智を求めたゾーフィタスは、善なる魂と悪なる魂の2つに分けられてしまう。
それから120年の間、災いの王の居城・アラム城は荒廃し、地下にはキャプテン・マティー率いる海賊団が住み着くありさまだった。冒険者一行はアラム城を訪れた後、ジャイアントマウンテンにある採掘場に封じられていたゾーフィタスの善なる魂を開放する。ゾーフィタスの善なる魂は、悪なる魂の自分に注意してほしいと告げた後、姿を消す。
それから冒険者一行は、アラム城の地下を流れる魂の川を訪れ、渡し守・カロンの協力を得て川の向こうにある死者の島に行く。その地にある王妃の墓所で、一行は王妃の亡霊と出会い、王の亡霊を倒すための銀の十字架を授けられる。この時、銀の十字架を持ち歩くか、捨てるかで物語の展開が変わる。
一方、災いの王は暗黒のプリンセス、レベッカに魅入られ、吸血鬼の王と化していた。
妖精たちのいる魔法の森で、冒険者たちは予言の巫女デルファイとの取引で手に入れたアラムの杖を携え、ゾーフィタスの悪なる魂が率いる邪教の本山・雄羊の寺院へと侵入する。ゾーフィタスの悪なる魂を倒した後、一行は災いの王とレベッカと対峙する。
なお、隠しエリアにはレベッカの異母弟で、黒竜王子の異名を持つベラがいる。

## キャラクター
災いの王（Bane King）
冒険者が訪れる古城の城主だった人物。残忍な気性を持つゆえに人々から恐れられた。コズミックフォージをゾーフィタスと共に手に入れるが、「永遠に生きる」事を望んだ為に死ぬことの出来ない不死者となってしまう。生の喜びを感じられない事に絶望の日々を送るが、唯一レベッカの存在が彼の心を支えた。#6の一応の最終ボスだが冒険者の選択によっては戦わずに済み、災いの王は自ら不死身の呪縛を解く行動に出る。ゲーム中では「ドラキュラ」という名が明らかになる。
元ネタはワラキア公国の「串刺し公」ヴラド・ツェペシ。
レベッカ（Rebecca）
人間の女性と悪魔との間に生まれた少女。呪われた少女と人々から呼ばれたが、その気性は心優しいものであった。そんな少女に王は安らぎを覚えるが、王妃は嫉妬に狂う事となる。常に王と行動を共にしており、戦闘になれば王を守る為に強大な魔法を使う。冒険者の選択によっては戦わずに済む。
王妃（Queen）
災いの王の妻。夫に隠れて密通を繰り返していたが、レベッカが王の保護下に入った事でレベッカに激しい嫉妬心を持つようになる。王妃自身は自分はレベッカによって殺害されたと主張する。死してなお嫉妬心が消えなかった王妃は亡霊となり、死者の殿堂にやってきた冒険者に自分の怨念を晴らせと銀の十字架を託す。冒険者は王妃の話を信じるか信じないかの決断を求められる。
レベッカへの嫉妬に狂った王妃は彼女の死を望み、コズミックフォージで「悪魔の娘の死」を書き記すが、悪魔のように冷酷な王妃自身にフォージの災いが降りかかり、望みを書いた直後に自らのナイフの上に転倒して命を落としたとされる。ただしこれはレベッカによって語られる話であり、王妃の墓を調べてみると、死因がナイフでは無いらしいことが分かる。
ゾーフィタス（Xorphitus）
かつての城の宮廷魔術師。災いの王と共に悪行を重ねた上、コズミックフォージを王と共に手に入れた。全ての叡智を手にする事をコズミックフォージで望むが、その結果、知識を持つが力の無い善の心と、強大な力を持つが正気を失った悪の心に分裂してしまう。善の心は金剛石で囲まれた牢屋に幽閉され、悪の心は狂気に支配されるまま残虐な魔法実験に没頭するようになる。その後、古城にやってきた冒険者に善の心は開放され、悪の心は滅ぼされる。
PC版では戦闘後の会話で選択を間違えるとゲームオーバーになる一方、SFC版は間違えてもワープさせられるだけで済む。
ベラ（Bela）
王妃と悪魔の間に生まれた巨大な黒竜で、レベッカの異母弟に当たる。隠しボス的な存在だが、冒険者の選択では彼とは戦わず、共に惑星ガーディアへ旅立つエンディングとなる。

## 移植版
- 1991年 PC-9801、FM TOWNS
- 1995年9月29日 SFC 発売：アスキー[6] 開発：ゲームスタジオ

SFC版では「顔グラフィックエディター」をはじめ、いくつかの要素が追加されている。また、モンスター・NPCグラフィックに末弥純、音楽に羽田健太郎というファミコン版『ウィザードリィ』シリーズに近いスタッフィングがなされている。
- 1996年 SS（『6&7』収録）
- 2007年 Windows（『月刊アスキー別冊 蘇るPC-9801伝説 永久保存版 第2弾』にPC-9801版をプロジェクトEGGによるエミュレータ組み込みの形で収録[7]）
- 2013年5月23日 Windows（GOG.comによる英語版ダウンロード配信（DOS版ベース）、CDSとのカップリング）
- 2013年9月11日 Windows/Macintosh/Linux（Steamによる英語版ダウンロード配信、CDSとのカップリング）
- 2024年6月28日 Windows 10/11 (『Wizardry Legacy -BCF,CDS & 8-』としてD4エンタープライズより。PC-9801版をプロジェクトEGGによるエミュレータ同梱で収録。のちのアップデートによりSFC版も収録された)[3]

## 関連書籍
攻略本
- ウィザードリィVI 禁断の魔筆 スーパーガイド（SFC）：ソフトバンク
- ウィザードリィVI 必勝攻略法（SFC）：双葉社

小説
- 伏見健二『サイレンの哀歌が聞こえる 小説 新・ウィザードリィ ベイン・オブ・ザ・コズミック・フォージ』JICC出版局、1992年9月。ISBN 978-4796604246。
- 竹内誠『小説ウィザードリィ ベイン・オブ・ザ・コズミック・フォージ 呪われし聖筆』アスキー出版局、1992年12月21日。ISBN 978-4756106643。
- 竹内誠『ウィザードリィ ベイン・オブ・ザ・コズミック・フォージ 呪われし聖筆』アスペクト〈ログアウト冒険文庫〉、1995年2月22日。ISBN 978-4893663221。

## 反響
大規模なシステムの変化に、従来のプレイヤーの間では賛否両論であった。
4Gamer.netの川崎政一郎は、外伝シリーズスタッフとのチャットインタビューの中で、本作のPC版が発売された際に従来のファンから大反発があったと述べているた。

### 後世への影響
漫画家の九井諒子は、自作『ダンジョン飯』に影響を与えた作品のひとつとして本作を挙げており、導入部を読んだだけでわくわくしたとファミ通とのインタビューの中で振り返っている。九井はスーパーファミコン版をプレイしており、ハード性能とともにグラフィックの質が上がった分、埃のつもり具合や壊れた家具の描写から探検している感じを味わえるようになり、自分もいつかこのような作品を作りたいと考えていたと述懐している。